# Kaavi
Kaavi es un municipio de Finlandia, situado en la región de Savonia del Norte. Tiene 3 280 habitantes y un área de 789,58 km², de los cuales 115,58 km² es agua. Fue fundado en 1875. La densidad de población es de 4,15 habitantes por kilómetro cuadrado.
En el municipio se habla principalmente en finés.  

## Imágenes

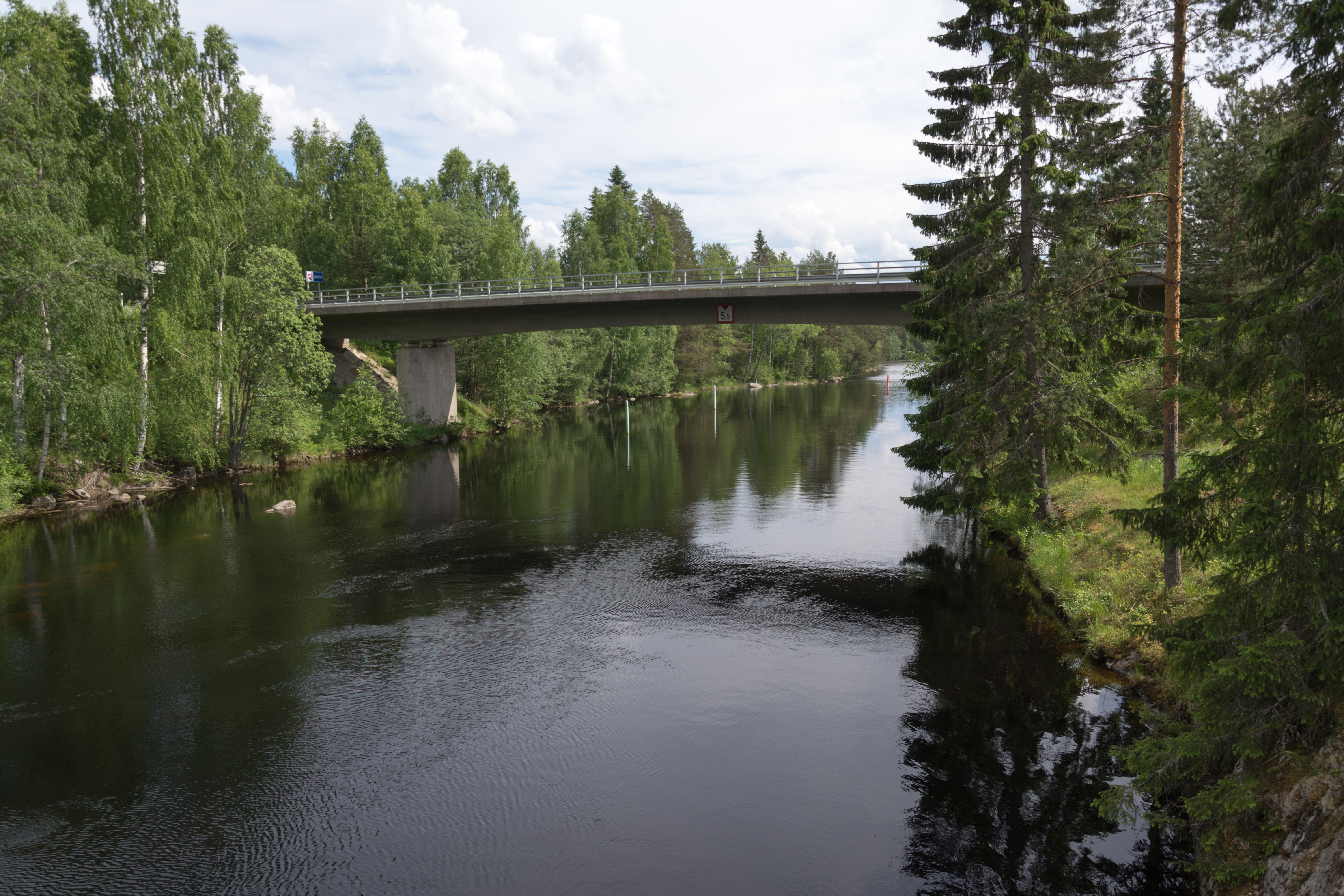
Canal de Kaavinkoski.
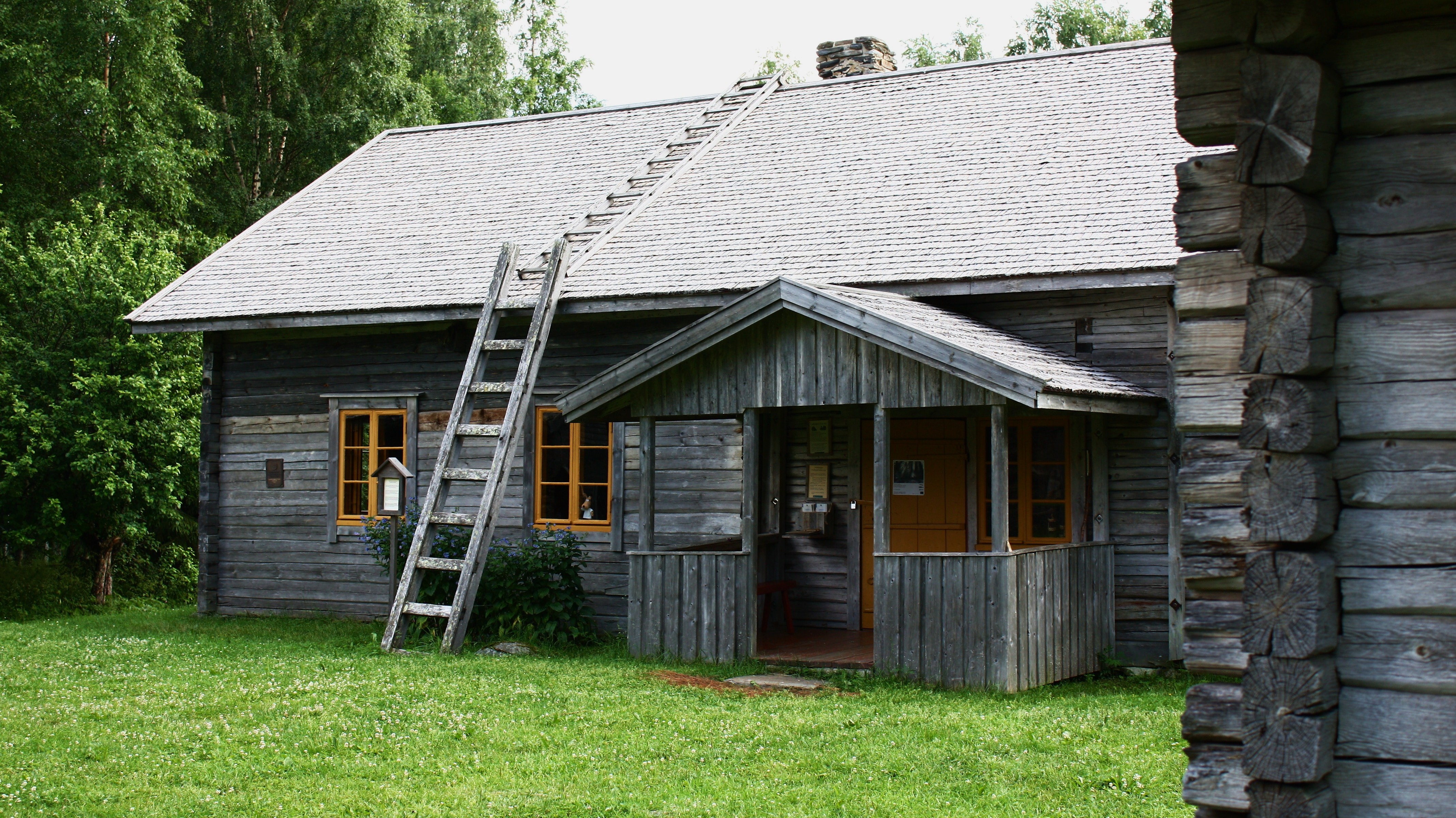
Reserva natural Telkkämäki.
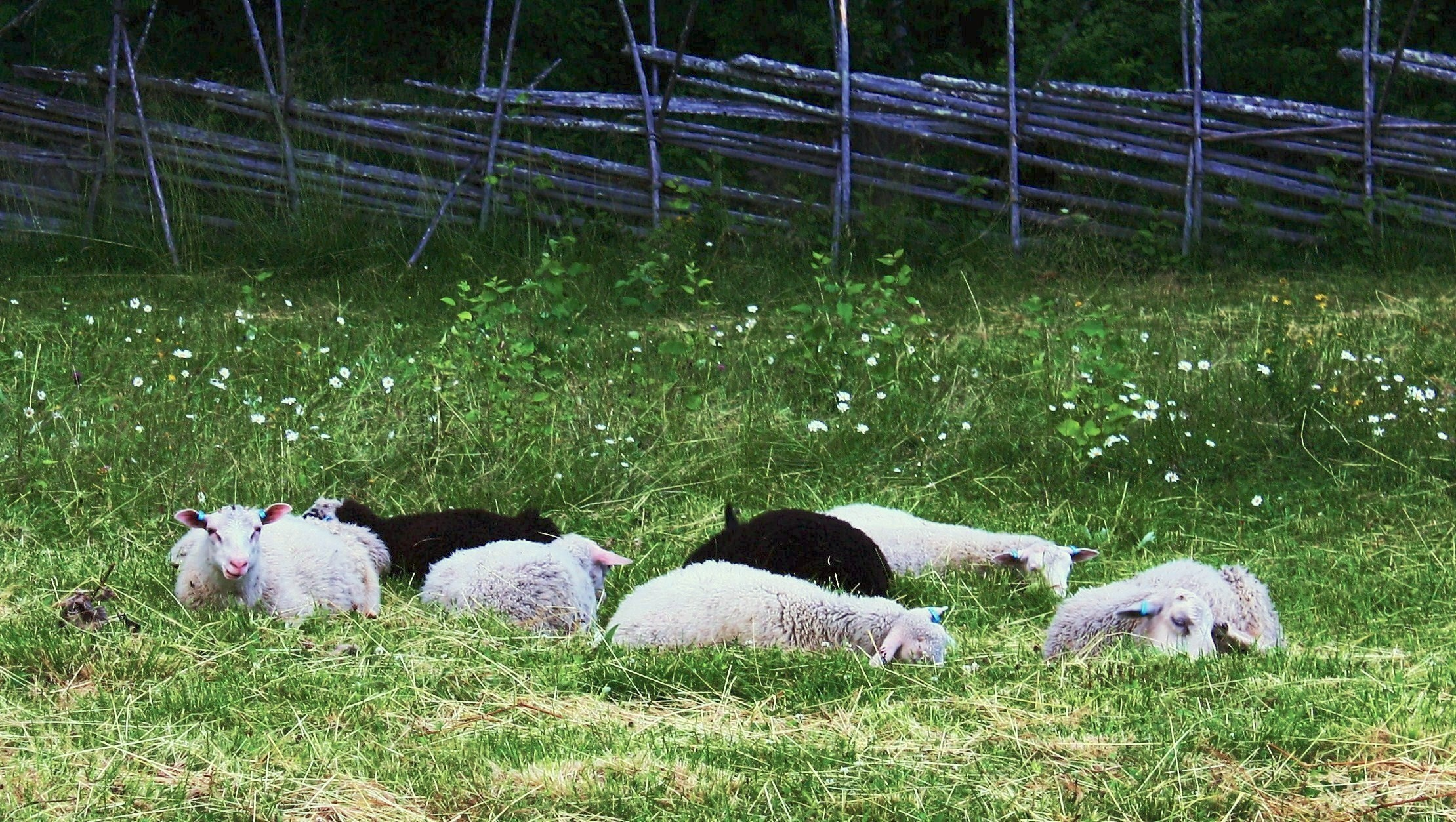
Reserva natural Telkkämäki.
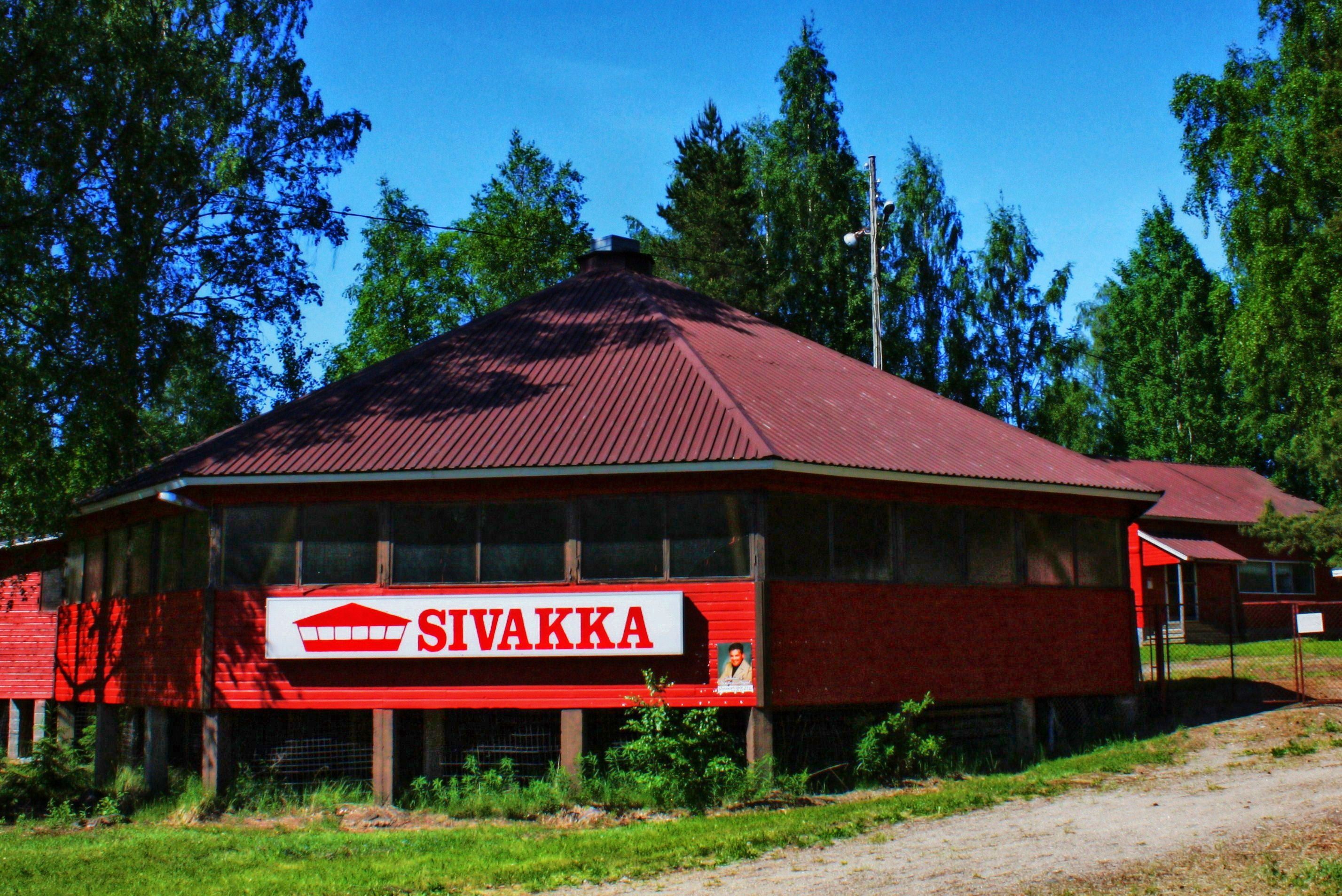
Sivakkavaara.